# Il duello
Il duello (título original en italiano; en español, El duelo) es una commedia per musica en un acto con música de Giovanni Paisiello y libreto de Giovanni Battista Lorenzi. Se estrenó en el Teatro Nuovo de Nápoles durante la primavera del año 1774.